# Peperomia ocumarana
Peperomia ocumarana är en pepparväxtart som beskrevs av Trel. & Yunck.. Peperomia ocumarana ingår i släktet peperomior, och familjen pepparväxter. Inga underarter finns listade i Catalogue of Life.